# Manisan
Manisan är ett berg i Sydkorea.   Det ligger i provinsen Incheon, i den nordvästra delen av landet, 50 km väster om huvudstaden Seoul. Toppen på Manisan är 469 meter över havet. Manisan ligger på ön Ganghwado.
Terrängen runt Manisan är platt söderut, men norrut är den kuperad. Havet är nära Manisan åt sydväst. Manisan är den högsta punkten i trakten. Närmaste större samhälle är Ganghwa-gun, 15,5 km norr om Manisan. 